# Ivan Ivanišević
Ivan Ivanišević (lat. Giovanni, Ioannes; Gioannizio Ioannitius; Postira na Braču, 1608. – Povlja, 1665.) bio je hrvatski pjesnik i vikar.

## Životopis
Školovao se u Ilirskome kolegiju u Loretu, potom studirao pravo u Padovi. Nakon povratka u domovinu bio je kanonik hvarski, profesor sjemeništa te generalni vikar i opat Hvarske biskupije.

## Djela
Napisao je lirsko-epski ciklus od devet pjevanja Kita cvitja razlikova (1642.) baroknim stilom i u duhu katoličke obnove. Svaki "cvit" opjevava posebnu temu. Osobito su poznati šesti (Od privare i zle naravi ženske), u kojem navodi demonske žene u biblijskoj i antičkoj prošlosti te ženske karakterne mane, te sedmi (Kako sam se nauči peti), koji opjevava pjesnikov susret s vilama na "slovinskom" Parnasu.

## Vanjske poveznice
- Ivan Kukuljević Sakcinski, Glasoviti Hrvati prošlih vjekova, Matica hrvatska, Zagreb, 1886., Warasdiniensia, digitalizirana zavičajna zbirka Gradske knjižnice i čitaonice Metel Ožegović Varaždin, library.foi.hr
- Ivanišević, Ivan, Hrvatski biografski leksikon, hbl.lzmk.hr